# فنسنت لونغ فان نجوين
فنسنت لونغ فـان نجوين (بالإنجليزية: Vincent Long Van Nguyen)‏ هو كاهن كاثوليكي أسترالي، ولد في 3 ديسمبر 1961 في محافظة دونغ ناي في فيتنام.